# Николаевская церковь (Густыня)
Николаевская церковь — православный храм и памятник архитектуры национального значения в Густыни.

## История
Постановлением Кабинета Министров УССР от 24.08.1963 № 970 «Про упорядочение дела учёта и охраны памятников архитектуры на территории Украинской ССР» («Про впорядкування справи обліку та охорони пам’ятників архітектури на території Української РСР») присвоен статус памятник архитектуры национального значения с охранным № 859/4 под названием Надвратная Николаевская церковь-колокольня.
Установлена информационная доска.

## Описание
Николаевская церковь «является самобытным образцом украинской архитектуры периода барокко». Входит в комплекс Густынского монастыря.
Сооружена в период 1693—1708 годы на территории Густынского монастыря в стиле барокко как одноярусная (четверик) надвратная церковь с куполом грушевидной формы. Вследствие многих перестроек преобразовалась в трёхъярусную колокольню — надстроен восьмерик на четверике с шатром — в формах провинциальной архитектуры периода историзма.   
Кирпичная, одноглавая, квадратная в плане, надвратная церковь-колокольня, расположенная на подвале. Трёхъярусная колокольня — четверик на четверике, над которым восьмерик, завершающийся шатром, возведённым в 1853 году. Восьмерик представляет из себя ярус со звонами. Фасады украшены пилястрами, четверик на четверике завершается профилированным карнизом, раскрепован на пилястры. Оконные проемы и ниши выполнены согласно традициям каменной архитектуры Левобережья: разной формы и в нескольких ярусах, обрамлены рельефными наличниками согласно их форме. Восьмерик менее декорирован нежели четверик на четверике, также имеется карниз. Венчает шатёр, несущий маковку под фонарём.